# Aeroporto di Piešťany
L'Aeroporto di Piešťany (IATA: PZY, ICAO: LZPP) (in slovacco: Letisko Piešťany) è un aeroporto che serve la città termale di Piešťany. L'aeroporto è utilizzato per i festival musicali durante l'estate e ospita il Museo di storia militare di Piešťany.

## Compagnie aeree e destinazioni
Le seguenti compagnie aeree operano voli regolari di linea e charter all'aeroporto di Piešťany:
| Compagnia aerea   | Destinazioni                 |
| ----------------- | ---------------------------- |
| AirExplore        | Noleggio stagionale: Antalya |
| Tailwind Airlines | Noleggio stagionale: Antalya |

## Statistiche
Questo grafico non è disponibile a causa di un problema tecnico.
Si prega di non rimuoverlo.
Vedi la query Wikidata di origine.